# Adobe Contribute
Adobe Captivate (anciennement Macromedia Contribute puis Adobe Contribute ) est une application de web design qui permet la décentralisation d'un site Internet. L'outil est développé par la firme Adobe Systems, qui a racheté Macromedia.